# Шаренградський острів
Шаренград (хорв. Šarengradska ada, серб. кир.: Шаренградска ада, hr [ʃǎreŋgratskaː ǎːda] або sh [-ǎda]) — річковий острів на Дунаї поблизу села Шаренград у Хорватії, на кордоні з Сербією. Предмет територіального спору між цими двома державами. 

## Історія
Старе річище Дунаю через свій сильний вигин на цій ділянці створювало проблеми для судноплавства. Щоб розв'язати цю проблему, Австро-Угорщина в 1892 році почала копати канал із метою вирівняти течію річки. Через 17 років канал Мохово — Шаренград нарешті закінчили рити, і в результаті 1909 року утворився острів Шаренград.
За часів Соціалістичної Федеративної Республіки Югославія острів належав Соціалістичній Республіці Хорватія. Протягом війни за незалежність Хорватії Югославська Народна Армія та сербські заколотники захопили острів. В наступні роки він перебував під наглядом сербської поліції.
На думку Арбітражної комісії мирної конференції з Югославії (комісії Бадінтера), кордони між югославськими республіками повинні стати кордонами між їхніми незалежними наступницями.
1998 року за Ердутською угодою до складу Хорватії мирно реінтегрували Східну Славонію, Бараню і Західний Срем. Однак Сербія відмовилася повернути Шаренградський острів, як і острів Вуковар, залишивши їх під військовим контролем Союзної Республіки Югославія.
2002 року сербські військовики, які тоді окупували острів, відкрили звідти вогонь по жупану Вуковарсько-Сремської жупанії Ніколі Шаферу та його супроводу, серед якого було четверо дітей, коли він прямував на зустріч зі своїм колегою з Сербії. Це трапилося попри те, що такий захід відбувався з офіційної згоди сербських посадовців.
2004 року Сербія вивела свою армію з острова, яку замінила сербська поліція. Кадастрово ця територія належить Хорватії, але через невирішене питання державного кордону між Хорватією та Сербією, хорватські громадяни не можуть отримати доступ до своїх земельних володінь. Сербія досі відмовляється повернути острів Хорватії, вперто не бажаючи поважати рішення комісії Бадінтера та вимагаючи зміни кордону, щоб мати змогу анексувати острів. Сербія наполягає на тому, щоб демаркація проходила серединою річки Дунай. Кордон посередині Дунаю мирною угодою 1998 року визначено як тимчасовий.
Хоча згідно з комісією Бадінтера це частина території Республіки Хорватія, з 2002 року Вуковарсько-Сремське управління поліції відзначило, що патрульний катер сербської армії 151 раз порушив хорватський державний кордон.
У лютому 2012 року президент Хорватії Іво Йосипович у своїй заяві для щоденної газети Novi list зазначив, що обидві держави потребують гнучкого розв'язання прикордонних суперечок на Дунаї, яке було б поєднанням вирішень, запропонованих двома країнами. Президент Хорватії сказав, що хоч яке б рішення було ухвалено, було б добре, щоб острів Вуковар зрештою виявився на хорватському боці кордону. У своїй заяві Йосипович не згадав про другий дунайський острів — Шаренград.
Станом на 2016, острів усе ще перебував під сербською окупацією, на що вказує присвячений цій темі хорватський документальний фільм «Сербська окупація Шаренградського острова». Однак фактичну обстановку на Шаренградському острові не контролює ні Хорватія, ні Сербія, і будь-хто може прибути на острів та робити там що завгодно.
Острів є найбільшим після Копачкого Риту орнітологічним заказником у цій частині Європи та найбільшим природним місцем розмноження дикого коропа на Дунаї, а також місцем проживання великої кількості диких тварин, багатим мисливським угіддям і місцем гніздування рідкісних майже вимерлих орлів та домівкою рідкісних дерев і трав'янистих рослин.